# 叶文智
叶文智（1965年3月—），湖南湘潭人。男，汉族。高中学历。
担任凤凰古城旅游有限责任公司董事长。
2008年，当选第十一届全国人民代表大会湖南地区代表。2013年，当选第十二届全国人民代表大会湖南地区代表。